# Dolichopeza senzangakona
Dolichopeza senzangakona är en tvåvingeart som beskrevs av Alexander 1960. Dolichopeza senzangakona ingår i släktet Dolichopeza och familjen storharkrankar. Inga underarter finns listade i Catalogue of Life.